# Palácio de Rastatt

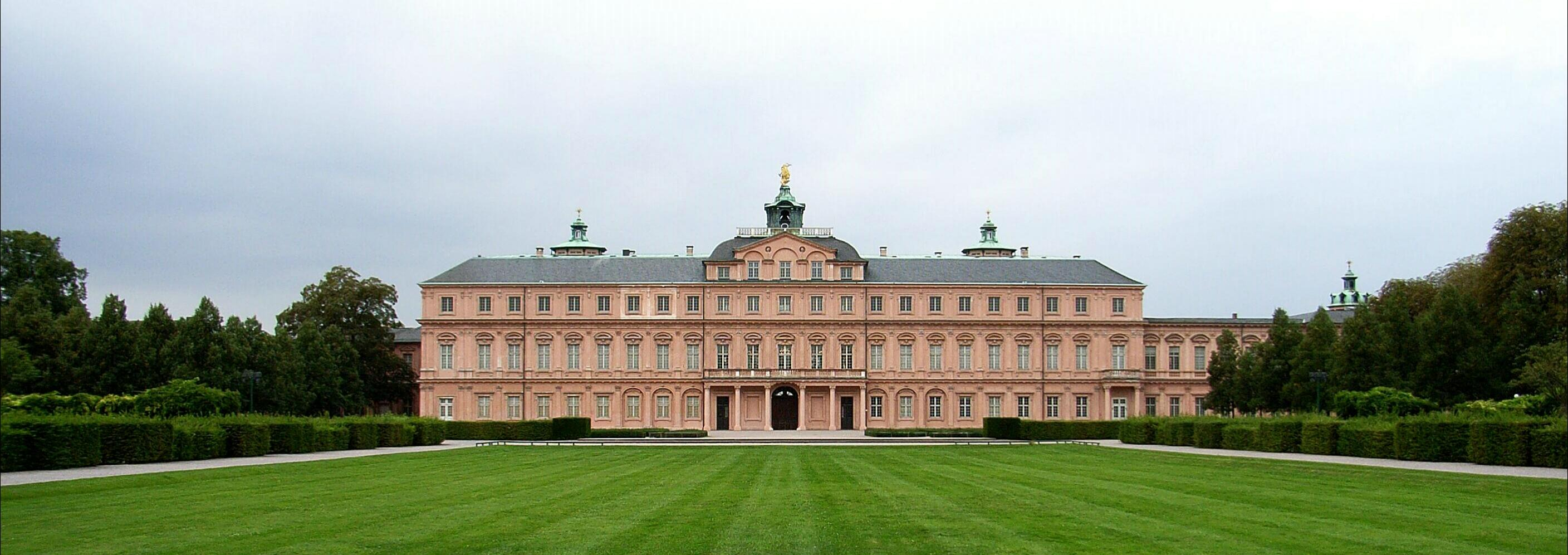
Vista do parque

O Palácio de Rastatt (em alemão: Schloss Rastatt) em Rastatt foi residência dos marqueses de Baden. O palácio e o parque anexo foram construídos em torno de 1700 pelo mestre italiano Domênico Egídio Rossi, contratado por Luís Guilherme de Baden-Baden.

## História
Depois que na Guerra dos Nove Anos a sede do governo de Luís Guilherme em Baden-Baden foi incendiada por tropas francesas, a renovação do Neues Schloss de Baden-Baden não seria suficiente para representar a suntuosidade nobre, e necessitando de um lar para a princesa que lhe coube desposar em 1690, Sibila de Saxe-Lauemburgo, foi então construída em Rastatt uma nova residência.
O arquiteto Domênico Egídio Rossi já tinha construído em Rastatt, em 1697, um Jagdschloss. Até o outono de 1699 as asas já estavam prontas e havia iniciado a construção do corps de logis, quando o marquês ordenou que em seu lugar fosse construída uma residência. Sendo mantidas as asas e partes da construção principal do Jagdschloss, em 1702 ficou pronto o esqueleto principal do atual Schloss. A então aldeia localizada na planície do rio Reno foi neste interregno elevada à categoria de cidade. Na virada do ano 1701/1702 o marquês passou a habitar as asas com sua família, e em 1705 a corte foi instalada em Rastatt.
A residência em Rastatt é a mais antiga residência barroca no reno superior, e foi construída tendo como modelo o palácio de Versalhes, onde regia no absolutismo Luís XIV de França.
A Europa olhava para o poder dos monarcas franceses e procurava imitá-los. É então compreensível, por quê Ludwig Wilhelm gastou ca. 12 milhões de Gulden, a fim de impressionar outros monarcas alemães.